# Гієрокл (медик)
Гієро́кл (III ст. до н. е.) — давньогрецький ветеринар і медик, один з фундаторів вивчення анатомії.

## Життєпис
Стосовно життя Гієрокла мало відомостей. Ймовірно він працював в Александрії Єгипетській. Немає жодних відомостей щодо місця та дати народження. За початковою освітою Гієрокл був правником. Згодом під впливом іппатів почав вивчати ветеринарну медицину, ставши одним з визначних фахівців свого часу. На основі дослідження анатомії тварин Гієрокл робив висновки щодо будови організму людини та методів його лікування. При цьому за основу брав методики Гіппократа. Гієрокл одним з перших став проводити розріз трупів для дослідження внутрішньої структури людини.
Під час своїх анатомічних дослідів Гієрокл вивчав та довів значення нервів та пульсу при захворюваннях як тварин, так і людей.
Дотепер не збереглося жодних творів Гієрокла з ветеринарної медицини, немає відомостей навіть про їхню назву.